# 博赫丹·赫梅利尼茨基勛章 (烏克蘭)
博赫丹·赫梅利尼茨基勋章（羅馬化：Orden Bohdana Khmelnytskoho）是乌克兰的一类军事勋章，以博赫丹·赫梅利尼茨基命名，于1995年由时任乌克兰总统列昂尼德·库奇马设立。分为一级、二级、三级博赫丹·赫梅利尼茨基勋章，其中的最高级为一级。该勋章旨在奖励乌克兰公民在保护国家主权、领土完整以及加强乌克兰国防能力和安全方面的特殊功绩。

## 历史
1995年5月3日，根据乌克兰总统令第344/95号，设立了博赫丹·赫梅利尼茨基勋章，共三级。1995年5月7日首次颁发三级勋章，1997年3月27日首次颁发二级勋章，1999年5月5日首次颁发一级勋章。
2004年，根据乌克兰总统令第112/2004号，对博赫丹·赫梅利尼茨基勋章进行了重新说明。

## 勋章设计

博赫丹·赫梅利尼茨基纹章

| 一级 | 二级 | 三级 |
| ---- | ---- | ---- |
|      |      |      |
| 勋略 |      |      |
|      |      |      |

### 一级勋章
勋章主体由银制成，两柄剑交叉于上，其余区域覆盖深红色珐琅。勋章中间为橡树叶花环框。花环内部为博赫丹·赫梅利尼茨基的纹章，由黄色和白色珐琅制成。星芒、十字、剑和花环皆镀金。

### 二级勋章
勋章主体同样由银制成，星芒和剑为银色。

### 三级勋章
勋章主体由镍银制成，星芒、剑和花环为银色。